# Nico Muhly
Nico Muhly (Randolph, 26 agosto 1981) è un musicista, compositore e produttore discografico statunitense.

## Biografia
Muhly è nato nel Vermont (cresce però in Rhode Island) da una famiglia votata all'arte: sua madre è una pittrice e insegnante del Wellesley College, mentre suo padre è un videomaker.
Inizia a studiare il pianoforte all'età di 10 anni. Frequenta prima la Wheeler School, poi la Columbia University e infine ottiene un master alla Juilliard School. Tra i suoi insegnanti vi sono John Corigliano e Christopher Rouse.
Collabora con Björk nel 2004 (in Medúlla, Drawing Restraint 9 e Volta) e con Philip Glass. Nel 2006 rilascia il suo primo album, Speaks Volumes, pubblicato dalla Bedroom Community, etichetta che fa capo a Valgeir Sigurðsson. Fa parte del collettivo di artisti Bedroom Community, che fa riferimento proprio al produttore islandese.
Nel 2008 pubblica invece Mothertongue, sempre per la stessa etichetta.
Nel 2009 lavora con i Grizzly Bear all'album Veckatimest e con Antony and the Johnsons in The Crying Light. L'anno seguente collabora di nuovo col gruppo di Antony Hegarty per Swanlights.
Nel 2010 collabora con Bruce Brubaker per Drones & Piano. Questa è una delle tre parti di Drones & Music, a cui partecipano anche Nadia Sirota e Pekka Kuusisto.
Nell'opera Two Boys (2011) partecipano Craig Lucas e Bartlett Sher.
Ha collaborato come arrangiatore orchestrale con artisti, oltre a quelli già citati, come Bonnie 'Prince' Billy, Sam Amidon, Teitur Lassen, Mew, The National, Jónsi, Usher, Sigur Rós, Ólafur Arnalds, David Lang, Ben Frost e Glen Hansard.

## Discografia

### Composizioni e progetti
Choral
- 2003 Set Me as a Seal
- 2004 First Service
- 2004 Like as the Hart
- 2005 A Good Understanding
- 2005 Bright Mass With Canons
- 2005 Expecting the Main Things from You
- 2005 I Cannot Attain Unto It
- 2006 The Sweets of Evening
- 2007 Syllables
- 2008 Pater Noster
- 2008 Senex Puerum Portabat
- 2009 I Drink the Air Before Me
- 2011 Luminous Body
- 2011 Grief is the Price We Pay for Love
- 2013 An Outrage (BBC commission)

Film
- 2006 Choking Man
- 2006 Cricket Head
- 2007 Joshua
- 2006 Wonder Showzen, Clarence Special Report
- 2008 The Reader - A voce alta
- 2009 Felicitas
- 2011 Margaret
- 2013 Giovani ribelli - Kill Your Darlings
- 2021 The Humans

Opera
- 2010 Dark Sisters
- 2011 Two Boys
- 2017 Marnie[4]

Incidental
- 2005 Iphegenia at Aulis (Gweek Project)
- 2007 The Magnificent Cuckold
- 2008 Prayer for My Enemy

Orchestra
- 2001–2002 Fits & Bursts
- 2003 Out of the Loop
- 2004 By All Means
- 2004 So to Speak
- 2006 It Remains to be Seen
- 2006 Wish You Were Here
- 2007 From Here on Out
- 2007 Seeing is Believing
- 2008 Step Team
- 2009 The Only Tune
- 2009 Drones on O Lord, Whose Mercies Numberless
- 2009 Vocalise on Al lampo dell' armi
- 2009 Impossible Things
- 2010 Detailed Instructions
- 2011 Luminous Body
- 2012 So Far So Good
- 2012 Gait (BBC commission)
- 2013 Bright Mass with Cannons

Piano
- 2003 Three Études for Piano
- 2005 A Hudson Cycle
- 2005 Pillaging Music
- 2007 Skip Town

Percussion
- 2002 Beaming Music
- 2003 Time after Time
- 2004 It's About Time
- 2005 Ta & Clap
- 2008 I Shudder to Think

Small ensemble
- 2002 Beaming Music
- 2003 Clear Music
- 2003 Flexible Music
- 2003 Duet No 1: Chorale Pointing Downwards
- 2003 Reading into it
- 2004 By All Means[5]
- 2004 You Could Have Asked Me
- 2004 Ta and Clap
- 2005 The Elements of Style
- 2005 Stride
- 2005 Pillaging Music
- 2006 How About Now
- 2007 I Know Where Everything Is
- 2007 Principles of Uncertainty
- 2008 Triade
- 2008 Mothertongue
- 2008 Wonders
- 2008 The Only Tune
- 2008 Common Ground
- 2009 I Drink the Air Before Me
- 2009 Motion
- 2009 Farewell Photography
- 2010 Drones & Piano
- 2011 Drones & Viola
- 2012 Drones & Violin
- ? Fast Music with Folk Songs
- 2012 Planetarium

Solo
- 2002 Radiant Music
- 2003 Honest Music[6]
- 2003 A Long Line
- 2005 Keep in Touch
- 2005 Pillaging Music
- 2005 It Goes without Saying

Voice
- 2003 Employment
- 2005 The Elements of Style
- 2007 Mothertongue
- 2007 Wonders
- 2007 The Only Tune
- 2008 The Adulteress
- 2009 Drones on "O Lord, Whose Mercies Numberless"
- 2009 Vocalise on "Al lampo dell' armi"
- 2009 Impossible Things